# Alejandro Tabilo
Alejandro Tabilo, né le 2 juin 1997 à Toronto, est un joueur de tennis canado-chilien, professionnel depuis 2015.

## Carrière

### 2016-2019: Premiers titres en Futures
Alejandro Tabilo remporte son premier tournoi Futures en 2016 à Santiago, en battant en finale l'Argentin Genaro Alberto Olivieri. Son second titre a été acquis à Saint-Domingue en décembre 2018.
Après des débuts hésitants sur le circuit professionnel, sa carrière prend une nouvelle dimension en 2019. Après trois finales dont un titre en Futures, il obtient des victoires significatives au niveau Challenger, atteignant deux demi-finales à Puerto Vallarta et Shymkent qui lui permettent de terminer la saison aux portes du top 200. En fin d'année, il est sélectionné en Coupe Davis et joue un match en double contre l'Allemagne avec Tomás Barrios Vera, perdu contre Kevin Krawietz et Andreas Mies.

### 2020-2023: Victoires en Grand Chelem
Lors de l'Open d'Australie 2020, il s'extirpe des qualifications puis s'impose au premier tour face au Colombien Daniel Elahi Galán. Il est ensuite défait par John Isner (6-4, 6-3, 6-3). Invité pour le tournoi de Santiago, il bat au premier tour Paolo Lorenzi. En septembre, il dispute deux demi-finales à Cordenons et Aix-en-Provence.
Il franchit de nouveau le premier tour à Santiago en 2021 en étant cette fois-ci issu des qualifications. Lors des Internationaux de France, il s'incline au dernier tour qualificatif face à l'espoir Carlos Alcaraz. Début août, il dispute la finale du tournoi Challenger de Lexington contre Jason Kubler. En novembre, il s'adjuge le trophée à Guayaquil puis termine sa saison sur une nouvelle finale à Puerto Vallarta.
Il se fait remarquer début 2022 en parvenant en finale de l'Open de Córdoba au cours duquel il écarte Diego Schwartzman en demi-finale. Deux semaines plus tard, il est demi-finaliste à Santiago puis atteint la finale du tournoi Challenger disputé dans le même ville. En Europe, il se distingue avec un quart de finale à Munich et un second tour à Wimbledon où il élimine Laslo Djere en cinq sets (7-66, 6-2, 1-6, 4-6, 7-611).
Son principal fait d'armes de la saison 2023 est une qualifications pour les huitièmes de finale du Indian Wells après des victoires sur Maximilian Marterer, Maxime Cressy et Jordan Thompson. Il s'illustre par ailleurs à quatre reprises au niveau Challenger à Francavilla, Karlsruhe, Guayaquil et Brasilia. Ces performances marquent son entrée dans le top 100.

### 2024: Premiers titres ATP à Auckland et Majorque et1redemi-finale en Masters 1000 à Rome
En début d'année, Alejandro Tabilo sort des qualifications du tournoi d'Auckland. Profitant du forfait du Britannique Cameron Norrie, il bat ensuite Arthur Fils en demi-finale (6-2, 7-5) et le Japonais Taro Daniel en finale sur le même score.
Début mars, il parvient en finale du tournoi de Santiago où est défait par l'Argentin Sebastián Báez (6-3, 0-6, 4-6). Il remporte le tournoi en double avec son compatriote Tomás Barrios Vera. Il passe ensuite un tour sur les trois premiers Masters 1000 de la saison puis atteint les demi-finales à Bucarest. Vainqueur du Challenger d'Aix-en-Provence, il enchaîne avec le Masters de Rome où pour sa première participation, il réalise l'exploit d'éliminer au 3e tour le numéro 1 mondial Novak Djokovic (6-2, 6-3) après avoir battu l'Allemand Yannick Hanfmann (6-3, 7-6). Il s'agit du premier Top 10 qu'il bat en carrière et de la pire performance de la légende Serbe lors du tournoi italien en carrière. Il ne s'arrête pas à ce stade et remporte un nouveau match contre le Russe Karen Khachanov en deux tie-breaks, parvenant en quarts de finale pour la première fois de sa carrière en Masters 1000. Il passe une autre surprise du tournoi, le Chinois Zhang Zhizhen (6-3, 6-4) et voit un autre Allemand, Alexander Zverev, numéro cinq mondial et ancien vainqueur du tournoi lui barrer la route en demi-finale, le Chilien semblant encaisser le coup physiquement en fin de partie (6-1, 6-7, 2-6).
Il remporte fin juin un deuxième titre ATP, le premier sur gazon, à Majorque, battant le Kazakh Alexander Shevchenko (6-3, 6-2), le jeune Tchèque Jakub Menšík (6-4, 6-4) et le vétéran français Gaël Monfils, mais passant néanmoins proche de la défaite (2-6, 6-2, 7-6). Il s'impose contre l'Autrichien Sebastian Ofner en finale (6-3, 6-4) et devient alors le premier Chilien à remporter un tournoi sur herbe. Ce titre lui permet de monter dans le top 20 mondial à l'issue du tournoi.

## Palmarès

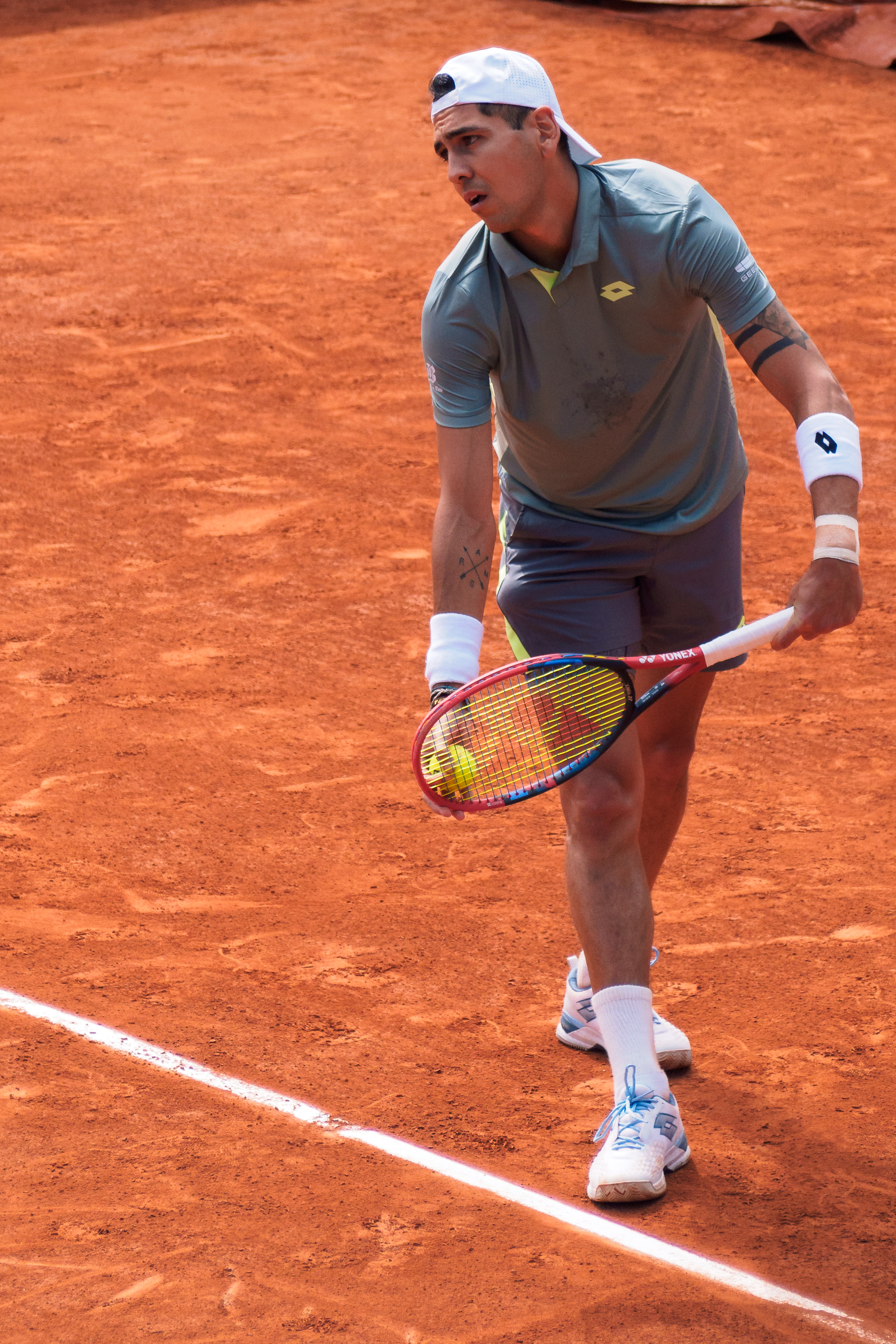
Alejandro Tabilo lors des Internationaux de France de tennis 2025.

### Titres en simple
| No | Date       | Nom et lieu du tournoi           | Catégorie | Dotation  | Surface      | Finaliste       | Score    |          |
| -- | ---------- | -------------------------------- | --------- | --------- | ------------ | --------------- | -------- | -------- |
| 1  | 08-01-2024 | ASB Classic, Auckland            | ATP 250   | 661 585 $ | Dur (ext.)   | Taro Daniel     | 6-2, 7-5 | Parcours |
| 2  | 23-06-2024 | Mallorca Championships, Majorque | ATP 250   | 932 135 € | Gazon (ext.) | Sebastian Ofner | 6-3, 6-4 | Parcours |

### Finales en simple
| No | Date       | Nom et lieu du tournoi        | Catégorie | Dotation  | Surface      | Vainqueur            | Score         |          |
| -- | ---------- | ----------------------------- | --------- | --------- | ------------ | -------------------- | ------------- | -------- |
| 1  | 31-01-2022 | Córdoba Open, Córdoba         | ATP 250   | 430 530 $ | Terre (ext.) | Albert Ramos-Viñolas | 4-6, 6-3, 6-4 | Parcours |
| 2  | 26-02-2024 | Movistar Chile Open, Santiago | ATP 250   | 661 585 $ | Terre (ext.) | Sebastián Báez       | 3-6, 6-0, 6-4 | Parcours |

### Titre en double messieurs
| No | Date       | Nom et lieu du tournoi       | Catégorie | Dotation  | Surface      | Partenaire         | Finalistes              | Score    |          |
| -- | ---------- | ---------------------------- | --------- | --------- | ------------ | ------------------ | ----------------------- | -------- | -------- |
| 1  | 26-02-2024 | Movistar Chile Open Santiago | ATP 250   | 661 585 $ | Terre (ext.) | Tomás Barrios Vera | Orlando Luz Matías Soto | 6-2, 6-4 | Parcours |

### Finale en double messieurs
| No | Date       | Nom et lieu du tournoi          | Catégorie | Dotation  | Surface      | Vainqueurs                  | Partenaire    | Score    |          |
| -- | ---------- | ------------------------------- | --------- | --------- | ------------ | --------------------------- | ------------- | -------- | -------- |
| 1  | 23-06-2024 | Mallorca Championships Majorque | ATP 250   | 932 135 € | Gazon (ext.) | Julian Cash Robert Galloway | Diego Hidalgo | 6-4, 6-4 | Parcours |

## Parcours dans les tournois duGrand Chelem

### En simple
| Année | Open d'Australie | Open d'Australie     | Internationaux de France | Internationaux de France | Wimbledon      | Wimbledon         | US Open         | US Open      |
| ----- | ---------------- | -------------------- | ------------------------ | ------------------------ | -------------- | ----------------- | --------------- | ------------ |
| 2020  | 2e tour (1/32)   | John Isner           | —                        | —                        | n.o.           | n.o.              | —               | —            |
|       |                  |                      |                          |                          |                |                   |                 |              |
| 2022  | 1er tour (1/64)  | Carlos Alcaraz       | —                        | —                        | 2e tour (1/32) | Miomir Kecmanović | 2e tour (1/32)  | J. J. Wolf   |
|       |                  |                      |                          |                          |                |                   |                 |              |
| 2024  | 1er tour (1/64)  | Aleksandar Kovacevic | 1er tour (1/64)          | Zizou Bergs              | 3e tour (1/16) | Taylor Fritz      | 1er tour (1/64) | David Goffin |
| 2025  | 1er tour (1/64)  | R. Carballés Baena   | 2e tour (1/32)           | Alexei Popyrin           | —              | —                 |                 |              |

N.B. : à droite du résultat se trouve le nom de l'ultime adversaire.

### En double messieurs
| Année | Open d'Australie | Open d'Australie | Internationaux de France                                                         | Internationaux de France                                                             | Wimbledon                                                                            | Wimbledon | US Open | US Open |
| ----- | ---------------- | ---------------- | -------------------------------------------------------------------------------- | ------------------------------------------------------------------------------------ | ------------------------------------------------------------------------------------ | --------- | ------- | ------- |
| 2022  | —                | —                | —                                                                                | —                                                                                    | 1er tour (1/32) J. Peralta \|\| style="text-align:left;" \| J. O'Mara K. Skupski     | —         | —       |         |
|       |                  |                  |                                                                                  |                                                                                      |                                                                                      |           |         |         |
| 2024  | —                | —                | 1er tour (1/32) D. Hidalgo \|\| style="text-align:left;" \| K. Krawietz Tim Pütz | 1er tour (1/32) D. Hidalgo \|\| style="text-align:left;" \| S. Ofner T.-S. Weissborn | 1er tour (1/32) D. Hidalgo \|\| style="text-align:left;" \| L. Glasspool R. Hijikata |           |         |         |

N.B. : le nom du partenaire se trouve sous le résultat ; les noms des ultimes adversaires se trouvent à droite.

## Parcours dans lesMasters 1000
| Année | Indian Wells            | Miami               | Monte-Carlo               | Madrid              | Rome                 | Canada                  | Cincinnati            | Shanghai        | Paris                |
| ----- | ----------------------- | ------------------- | ------------------------- | ------------------- | -------------------- | ----------------------- | --------------------- | --------------- | -------------------- |
| 2021  | 2e tour M. Berrettini   | 1er tour M. Ymer    | —                         | —                   | —                    | —                       | —                     | n.o.            | —                    |
|       |                         |                     |                           |                     |                      |                         |                       |                 |                      |
| 2023  | 1/8 de finale F. Tiafoe | —                   | —                         | —                   | —                    | —                       | —                     | —               | —                    |
| 2024  | 2e tour T. Fritz        | 2e tour G. Dimitrov | 2e tour C. Ruud           | 1er tour F. Cobolli | 1/2 finale A. Zverev | 1/8 de finale J. Sinner | 1er tour L. Darderi   | 3e tour T. Paul | 2e tour S. Tsitsipás |
| 2025  | 3e tour T. Fritz        | 3e tour C. Ruud     | 1/8 de finale G. Dimitrov | —                   | —                    | —                       | 1er tour R. Safiullin |                 |                      |

N.B. : sous le résultat se trouve le nom de l’ultime adversaire.

## Parcours auxJeux olympiques

### En simple messieurs
| # | Date       | Nom de l'olympiade         | Surface             | Résultat        | Ultime adversaire | Score    |          |
| - | ---------- | -------------------------- | ------------------- | --------------- | ----------------- | -------- | -------- |
| 1 | 27/07/2024 | Olympic Tennis Event Paris | Terre battue (ext.) | 1er tour (1/32) | Roman Safiullin   | 6-4, 6-4 | Parcours |

### En double messieurs
| # | Date       | Nom de l'olympiade         | Surface             | Résultat      | Partenaire    | Ultimes adversaires        | Score             |          |
| - | ---------- | -------------------------- | ------------------- | ------------- | ------------- | -------------------------- | ----------------- | -------- |
| 1 | 27/07/2024 | Olympic Tennis Event Paris | Terre battue (ext.) | 1/8 de finale | Nicolás Jarry | Tomáš Macháč Adam Pavlásek | 5-7, 7-66, [10-4] | Parcours |

## Parcours enCoupe Davis
| #                                                                               | Date          | Lieu         | Surface             | Gagnant(s)                                      | Perdant(s)                            | Score           |          |
|                                                                                 |               |              |                     |                                                 |                                       |                 |          |
| 2019 - Phase de poules (groupe mondial - Groupe C) - Allemagne - Chili - 2 : 1  |               |              |                     |                                                 |                                       |                 |          |
| 1                                                                               | 21/11/2019    | Madrid       | Dur (int.)          | Kevin Krawietz Andreas Mies                     | Tomás Barrios Vera Alejandro Tabilo   | 7-63, 6-2       | Parcours |
|                                                                                 |               |              |                     |                                                 |                                       |                 |          |
| 2020-2021 - 1er tour (groupe mondial) - Suède - Chili - 3 : 1                   |               |              |                     |                                                 |                                       |                 |          |
| 2                                                                               | 06-07/03/2020 | Stockholm    | Dur (int.)          | Alejandro Tabilo                                | Elias Ymer                            | 6-4, 6-3        | Parcours |
| 2                                                                               | 06-07/03/2020 | Stockholm    | Dur (int.)          | Markus Eriksson Robert Lindstedt                | Tomás Barrios Vera Alejandro Tabilo   | 6-4, 6-4        | Parcours |
| 2                                                                               | 06-07/03/2020 | Stockholm    | Dur (int.)          | Mikael Ymer                                     | Alejandro Tabilo                      | 3-6, 7-5, 6-3   | Parcours |
|                                                                                 |               |              |                     |                                                 |                                       |                 |          |
| 2020-2021 - play-off (groupe mondial) - Slovaquie - Chili - 3 : 1               |               |              |                     |                                                 |                                       |                 |          |
| 3                                                                               | 17-18/09/2021 | Bratislava   | Dur (int.)          | Filip Polášek Igor Zelenay                      | Tomás Barrios Vera Alejandro Tabilo   | 6-1, 7-64       | Parcours |
|                                                                                 |               |              |                     |                                                 |                                       |                 |          |
| 2022 - 1er tour, play-off (groupe mondial I) - Chili - Slovénie - 4 : 0         |               |              |                     |                                                 |                                       |                 |          |
| 4                                                                               | 04-05/03/2022 | Viña del Mar | Terre battue (ext.) | Alejandro Tabilo                                | Bor Artnak                            | 6-3, 6-3        | Parcours |
| 4                                                                               | 04-05/03/2022 | Viña del Mar | Terre battue (ext.) | Tomás Barrios Vera Alejandro Tabilo             | Sebastian Dominko Blaž Rola           | 6-2, 6-3        | Parcours |
|                                                                                 |               |              |                     |                                                 |                                       |                 |          |
| 2022 - play-off (groupe mondial I) - Pérou - Chili - 2 : 3                      |               |              |                     |                                                 |                                       |                 |          |
| 5                                                                               | 17-18/09/2022 | Lima         | Terre battue (ext.) | Alejandro Tabilo                                | Nicolás Álvarez                       | 6-2, 6-4        | Parcours |
| 5                                                                               | 17-18/09/2022 | Lima         | Terre battue (ext.) | Nicolás Jarry Alejandro Tabilo                  | Sergio Galdós Arklon Huertas del Pino | 6-4, 6-2        | Parcours |
| 5                                                                               | 17-18/09/2022 | Lima         | Terre battue (ext.) | Juan Pablo Varillas                             | Alejandro Tabilo                      | 1-6, 6-4, 6-4   | Parcours |
|                                                                                 |               |              |                     |                                                 |                                       |                 |          |
| 2023 - 1er tour (groupe mondial) - Chili - Kazakhstan - 3 : 1                   |               |              |                     |                                                 |                                       |                 |          |
| 6                                                                               | 04-05/02/2023 | La Serena    | Terre battue (ext.) | Tomás Barrios Vera Alejandro Tabilo             | Andrey Golubev Aleksandr Nedovyesov   | 6-4, 7-5        | Parcours |
|                                                                                 |               |              |                     |                                                 |                                       |                 |          |
| 2023 - Phase de poules (groupe mondial - Groupe A) - Suède - Chili - 0 : 3      |               |              |                     |                                                 |                                       |                 |          |
| 7                                                                               | 12/09/2023    | Bologne      | Dur (int.)          | Tomás Barrios Vera Alejandro Tabilo             | Filip Bergevi André Göransson         | 6-4, 7-5        | Parcours |
|                                                                                 |               |              |                     |                                                 |                                       |                 |          |
| 2023 - Phase de poules (groupe mondial - Groupe A) - Italie - Chili - 3 : 0     |               |              |                     |                                                 |                                       |                 |          |
| 8                                                                               | 15/09/2023    | Bologne      | Dur (int.)          | Lorenzo Musetti Lorenzo Sonego                  | Tomás Barrios Vera Alejandro Tabilo   | 63-7, 6-3, 7-62 | Parcours |
|                                                                                 |               |              |                     |                                                 |                                       |                 |          |
| 2023 - Phase de poules (groupe mondial - Groupe A) - Canada - Chili - 2 : 1     |               |              |                     |                                                 |                                       |                 |          |
| 9                                                                               | 16/09/2023    | Bologne      | Dur (int.)          | Alexis Galarneau                                | Alejandro Tabilo                      | 6-3, 7-65       | Parcours |
| 9                                                                               | 16/09/2023    | Bologne      | Dur (int.)          | Alexis Galarneau Vasek Pospisil                 | Tomás Barrios Vera Alejandro Tabilo   | 6-3, 7-67       | Parcours |
|                                                                                 |               |              |                     |                                                 |                                       |                 |          |
| 2024 - 1er tour (groupe mondial) - Chili - Pérou - 3 : 2                        |               |              |                     |                                                 |                                       |                 |          |
| 10                                                                              | 03-04/02/2024 | Santiago     | Dur (ext.)          | Alejandro Tabilo                                | Juan Pablo Varillas                   | 4-6, 6-2, 6-1   | Parcours |
| 10                                                                              | 03-04/02/2024 | Santiago     | Dur (ext.)          | Arklon Huertas del Pino Conner Huertas del Pino | Tomás Barrios Vera Alejandro Tabilo   | 7-5, 6-3        | Parcours |
| 10                                                                              | 03-04/02/2024 | Santiago     | Dur (ext.)          | Alejandro Tabilo                                | Ignacio Buse                          | 2-6, 6-3, 6-2   | Parcours |
|                                                                                 |               |              |                     |                                                 |                                       |                 |          |
| 2024 - Phase de poules (groupe mondial - Groupe C) - États-Unis - Chili - 3 : 0 |               |              |                     |                                                 |                                       |                 |          |
| 11                                                                              | 11/09/2024    | Zhuhai       | Dur (int.)          | Brandon Nakashima                               | Alejandro Tabilo                      | 7-65, 2-6, 7-63 | Parcours |
|                                                                                 |               |              |                     |                                                 |                                       |                 |          |
| 2024 - Phase de poules (groupe mondial - Groupe C) - Allemagne - Chili - 3 : 0  |               |              |                     |                                                 |                                       |                 |          |
| 12                                                                              | 12/09/2024    | Zhuhai       | Dur (int.)          | Yannick Hanfmann                                | Alejandro Tabilo                      | 7-5, 6-4        | Parcours |
|                                                                                 |               |              |                     |                                                 |                                       |                 |          |
| 2024 - Phase de poules (groupe mondial - Groupe C) - Slovaquie - Chili - 1 : 2  |               |              |                     |                                                 |                                       |                 |          |
| 13                                                                              | 15/09/2024    | Zhuhai       | Dur (int.)          | Jozef Kovalík                                   | Alejandro Tabilo                      | 6-4, 65-7, 6-1  | Parcours |

Son bilan en Coupe Davis est le suivant :
| Simple                   | Double                   |
| ------------------------ | ------------------------ |
| Victoire(s) - Défaite(s) | Victoire(s) - Défaite(s) |
| 5 - 6                    | 4 - 6                    |

Source : (en) Alejandro Tabilo - Win / Loss. sur le site de la Coupe Davis

## Victoires sur le top 10
Toutes ses victoires sur des joueurs classés dans le top 10 de l'ATP lors de la rencontre.
| Légende      |
| Grand Chelem |
| Masters 1000 |
| ATP 500      |
| ATP 250      |

| # | A.T.  | Tournoi     | Année | Surface      | Adversaire     | Rang | Tour | Score    |
| - | ----- | ----------- | ----- | ------------ | -------------- | ---- | ---- | -------- |
| 1 | no 32 | Rome        | 2024  | Terre battue | Novak Djokovic | no 1 | 1/16 | 6-2, 6-3 |
| 2 | no 32 | Monte-Carlo | 2025  | Terre battue | Novak Djokovic | no 5 | 1/16 | 6-3, 6-4 |

## Classements ATP en fin de saison
| Année          | 2013 | 2014 | 2015 | 2016 | 2017 | 2018 | 2019 | 2020 | 2021 | 2022 | 2023 | 2024 |
| Rang en simple | 1674 | 1422 | 1216 | 765  | 687  | 684  | 208  | 169  | 141  | 102  | 85   | 23   |
| Rang en double | –    | 1266 | 1730 | 837  | 447  | 734  | 486  | 256  | 277  | 480  | 866  | 108  |

Source : (en) Classements de Alejandro Tabilo sur le site officiel de la Fédération internationale de tennis